# كيفن توماس (لاعب دارت)
كيفن توماس (بالإنجليزية: Kevin Thomas)‏ هو لاعب دارت بريطاني، ولد في 8 مايو 1980 في سوانزي في المملكة المتحدة.

## وصلات خارجية
- كيفن توماس على موقع DartsDatabase.co.uk (الإنجليزية)